# Haswell
Haswell es el nombre en clave de la microarquitectura de microprocesador de la empresa estadounidense Intel. Fue desarrollada como sucesora de la arquitectura Ivy Bridge. Por lo tanto, es llamada la cuarta generación de procesadores Core i3, i5 e i7, además de los procesadores de bajo coste Celeron y Pentium.
Su denominación comienza siempre por 4xx0 en los core i3, i5 e i7. Los Celeron comienzan por G18xx y los Pentium por G3xx0.
Entre los core i3, core i5 y core i7, existen las variantes T, de bajo consumo y con un TDP menor. Entre los core i5 e i7, existen además las variantes K, con multiplicador desbloqueado para el overclock.
Utiliza un proceso de fabricación de 22 nanómetros con transistores Tri-Gate, al igual que su antecesor Ivy Bridge. 

## Tecnología

### Características compartidas conIvy Bridge
- Proceso de fabricación de 22 nanómetros.
- Transistores Tri-Gate
- Pipeline de 14 fases (heredado de la arquitectura Intel Core).
- Soporte nativo de Doble canal DDR3.[1]

### Características confirmadas
- Set de instrucciones Advanced Vector Extensions 2 (AVX2), también llamadas "Haswell New Instructions" (incluyen gather, manipulador de bits, y soporte de FMA3).[2]
- Direct3D 11.1 y OpenGL 3.2.[3]
- Intel Transactional Synchronization Extensions (TSX).[4]

### Características especuladas
- Chipset Serie 8 para procesadores Haswell
- Un nuevo diseño de caché de CPU.
- Interfaz Thunderbolt.[5]
- Existirán 3 versiones de GPU integradas: GT1 (Intel HD Graphics), GT2 (Intel HD Graphics 4600/4400/4200), GT3 "15w" (Intel HD Graphics 5000), y GT3 "28w" (Intel HD Graphics Iris). Según vr-zone, la más potente (GT3) tendrá 20 unidades de ejecución.[6] Otras fuentes, como SemiAccurate, dicen, sin embargo que dispondrá de 40 unidades de ejecución[7] con 64MB de caché intercalados.[8] Para comparar, Ivy bridge dispone de 16 Unidades de ejecución.
- Nuevo sistema de ahorro de energía.
- Reloj Base (BClk) aumentado hasta 266 MHz.
- Hasta 8 núcleos.
- 128 Bytes caché line.
- 64KB datos + 64KB instrucciones de caché de nivel 1 por núcleo.
- La ejecución Trace Caché incluirá el diseño de caché L2.
- 1 MB caché de segundo nivel por núcleo y hasta 32MB de tercer nivel compartida entre todos los núcleos.[9]
- Nuevos zócalos — LGA 1150 y LGA 1151 para escritorio, debido al cambio de microarquitectura del procesador, y rPGA947 & BGA1364 para el segmento portátil.[10]
- Regulador de tensión integrado, desplazando nuevamente un componente de la placa base hacia su integración en el procesador.[11]
- Procesadores portátiles con 25, 37, 47, 57W de potencia de diseño térmico.[12]
- Procesadores de escritorio con 77/65/55/45/35W y ~ 100W+(extreme edition) de potencia de diseño térmico.[12]
- Procesadores con terminales de paladio, no de oro.
- Procesadores de 15W de Potencia de diseño térmico para el segmento Ultrabook (utilizando multi-chip package como Westmere).[12]

## Historia

### Predecesor

#### Ivy Bridge
Ivy Bridge es el nombre en clave para la microarquitectura de microprocesadores desarrollada por Intel como sucesora de la microarquitectura Sandy Bridge. Incluye una tecnología de fabricación de los microprocesadores de 22 nanómetros y transistores Tri-Gate.

### Sucesores

#### Broadwell
Broadwell es el nombre en clave para la microarquitectura lanzada en 2014, de microprocesadores desarrollada por Intel como sucesora de la microarquitectura Haswell.

#### Skylake
Skylake es el nombre en clave para la actual microarquitectura de microprocesadores desarrollada por Intel como sucesora de la arquitectura Broadwell.
Esta incluye un controlador de memoria DDR4 y proceso de manufacturación de 14 nm.